# Paulogramma tolima
Paulogramma tolima (ex Callicore, agora Paulogramma) é uma borboleta neotropical da família Nymphalidae que se distribui do México ao Brasil, Equador e Peru. Foi catalogada como Catagramma tolima em 1851 por William Chapman Hewitson. Apresenta, vista por baixo, asas posteriores com coloração predominantemente amarela e marcações similares a um 08 (quando o inseto está voltado para a esquerda) ou 80 (quando o inseto está voltado para a direita). Possui contornos em azul claro na borda das asas anteriores e posteriores. A "numeração" também apresenta o interior azul claro. Em vista superior, a espécie apresenta as asas anteriores com superfície negra e áreas em vermelho ou laranja, mais ou menos extensas; com amplas áreas em azul metálico na metade inferior das asas posteriores. O fato de possuir a mancha nas asas anteriores de coloração vermelha ou alaranjada não é fator para a distinção das subespécies, com a mesma subespécie podendo apresentar ambas as tonalidades em seus indivíduos. Na subespécie guatemalena (da Guatemala, descrita por Henry Walter Bates) a mancha negra que forma a "numeração" chega a se tocar.

## Hábitos
Adultos de Paulogramma tolima sugam frutos em fermentação e minerais dissolvidos da terra encharcada na margem de rios, podendo ser encontrados em ambiente de floresta tropical de Altitude, entre 800 e 1.800 metros. São geralmente solitários. Possuem voo rápido e poderoso em distâncias curtas.

## Subespécies
Paulogramma tolima possui nove subespécies:
- Paulogramma tolima tolima - Descrita por Hewitson em 1851, de exemplar proveniente do Peru.
- Paulogramma tolima denina - Descrita por Hewitson em 1858, de exemplar proveniente da Colômbia.
- Paulogramma tolima guatemalena - Descrita por Bates em 1866, de exemplar proveniente da Guatemala.[16]
- Paulogramma tolima pacifica - Descrita por Bates em 1866, de exemplar proveniente da Guatemala.[17]
- Paulogramma tolima bugaba - Descrita por Staudinger em 1876, de exemplar proveniente do Panamá.[13][18]
- Paulogramma tolima chimana - Descrita por Oberthür em 1916, de exemplar proveniente do Equador.
- Paulogramma tolima platytaenia - Descrita por Röber em 1921, de exemplar proveniente da Colômbia.
- Paulogramma tolima peralta - Descrita por Dillon em 1948, de exemplar proveniente da Costa Rica.[15][19]
- Paulogramma tolima tehuana - Descrita por Maza & Maza em 1983, de exemplar proveniente do México (Chiapas).